# Okręg Figeac
Okręg Figeac (fr. Arrondissement de Figeac) – okręg w południowo-zachodniej Francji. Populacja wynosi 50 100.

## Podział administracyjny
W skład okręgu wchodzą następujące kantony:
- Bretenoux,
- Cajarc,
- Figeac-Est,
- Figeac-Ouest,
- Lacapelle-Marival,
- Latronquière,
- Livernon,
- Saint-Céré,
- Sousceyrac.